# La Femme sans loi
Pour plus de détails, voir Fiche technique et Distribution.
La Femme sans loi (titre original : Frenchie) est un film américain réalisé par Louis King, sorti en 1950.

## Synopsis
Quand son père est assassiné, une jeune femme décide de retourner chez elle et d'ouvrir un saloon.

## Fiche technique
- Titre : La Femme sans loi
- Titre original : Frenchie
- Réalisation : Louis King
- Production : Michael Kraike
- Société de production : Universal Pictures
- Scénario et histoire : Oscar Brodney
- Musique : Hans J. Salter
- Photographie : Maury Gertsman
- Montage : Ted J. Kent
- Direction artistique : Alexander Golitzen et Bernard Herzbrun
- Décorateur de plateau : Oliver Emert et Russell A. Gausman
- Costumes : Yvonne Wood
- Pays d'origine : États-Unis
- Langue : anglais
- Format : Technicolor - Son : Mono
- Genre : Western
- Durée : 81 minutes
- Date de sortie : 
  - États-Unis 25 décembre 1950 Los Angeles
  - France 7 mars 1952

## Distribution
- Joel McCrea : Shérif Tom Banning
- Shelley Winters : Frenchie Fontaine Dawson
- Paul Kelly : Pete Lambert
- Elsa Lanchester : Comtesse
- Marie Windsor : Diane Gorman
- John Russell : Lance Cole
- John Emery : Clyde Gorman
- George Cleveland : Maire Jefferson 'Jeff' A. Harding
- Regis Toomey : Carter
- Paul E. Burns : Rednose
- Frank Ferguson : Jim Dobbs
- Vincent Renno : Tony
- Lawrence Dobkin : Johnny (le barman)
- Lucille Barkley : Commerçant

Acteurs non crédités
- Chubby Johnson : Mineur
- Monte Montague : Patron du saloon
- Tudor Owen : Toby